# Amertaler Höhe
Die Amertaler Höhe (2841 m ü. A.), historisch auch Amathaler Landegghöhe, ist ein Berggipfel im Tauernhauptkamm der Granatspitzgruppe im Norden Osttirols (Gemeinde Matrei in Osttirol) an der Grenze zu Salzburg (Gemeinde Mittersill). Die Erstbesteigung erfolgte am 10. Juli 1908 durch H. Donaubaum mit F. Maier über den Nordostanstieg.

## Lage
Die Amertaler Höhe ist ein Gipfel im nördlichen Zentralbereich der Granatspitzgruppe. Sie befindet sich am Tauernhauptkamm an der Landesgrenze zu Salzburg. Sie ist vom Riegelkopf (2920 m ü. A.) im Nordwesten durch das Donaubaumschartl (2732 m ü. A.) und vom Großen Landeggkopf (2900 m ü. A.) durch die Amertaler Scharte (2718 m ü. A.) getrennt. Südöstlich der Amertaler Höhe liegt der durch den Firnsattel der Sillingscharte (2784 m ü. A.) getrennte Sillingkopf (2858 m ü. A.), der sich ebenso wie die Amertaler Höhe über dem Daberkees erhebt.

## Aufstiegsmöglichkeiten
Der Aufstieg zur Amertaler Höhe kann aus dem Donaubaumschartl oder der Amertaler Scharte erfolgen, wobei beide Scharten talseitig vom Matreier Tauernhaus (Tauerntal) bzw. Gasthaus Taimeralm (Amertal) oder von der Sankt Pöltner Hütte im Nordwesten bzw. der Rudolfshütte im Osten erreicht werden können. Der Normalanstieg erfolgt aus dem Donaubaumschartl über den Südanstieg, wobei man von der Scharte aus den Daberkees quert und unter dem Westgrat über einige Felsen den Gipfel erreicht (UIAA I). Der Südanstieg wurde erstmals am 10. Juli 1908 von H. Donaubaum mit F. Maier für den Abstieg von der Amertaler Höhe genutzt. Aus der Amertaler Scharte ist der Aufstieg zudem über die von W. Brandenstein am 23. August 1927 erstmals erklommene Nordwand möglich, wobei hier der Aufstieg durch eine brüchige Schlucht an der rechten Wandseite sowie über den Westgrat erfolgt (UIAA II).
Bei Anstieg aus der Amertaler Scharte bestehen ebenfalls zwei Aufstiegsmöglichkeiten. Beim Nordostanstieg führt der Weg von der Scharte zum Aufschwung des Nordostgrats und an der linken Flanke bis zum obersten Grat. In Gipfelnähe quert man einige Felstürme durch einen natürlichen Tunnel zur rechten Gratseite, bevor man den Gipfel erreicht (UIAA II). Eine weitere Möglichkeit aus der Amtertaler Scharte besteht über den Nordostgrat, wobei der Aufstieg hier vom Aufschwung des Nordostgrates zunächst direkt entlang der Kante und danach links aufwärts auf die Gratschulter und danach über den hornartigen Vorgipfel erfolgt (UIAA III). Diese Variante wurde erstmals am 19. Juli 1931 von R. Klose und F. Liederer genutzt.
Des Weiteren kann die Amertaler Höhe beispielsweise bei einer Gratüberschreitung des Sillingkopfs aus dem Firnsattel der Sillingscharte erreicht werden (UIAA II).